# Illuminata
Illuminata (od łacińskiego cognomen Illuminatus – oświecony) – żeńskie imię pochodzące z języka łacińskiego. Męska forma imienia to Illuminat. Imię to występuje również w formie: Iluminata. Greckim odpowiednikiem jest Fotyna, a w językach słowiańskich Świetlana. Podaje się dwie święte tego imienia, w tym Świętą Illuminatę z IV wieku.